# Amalio Fernández

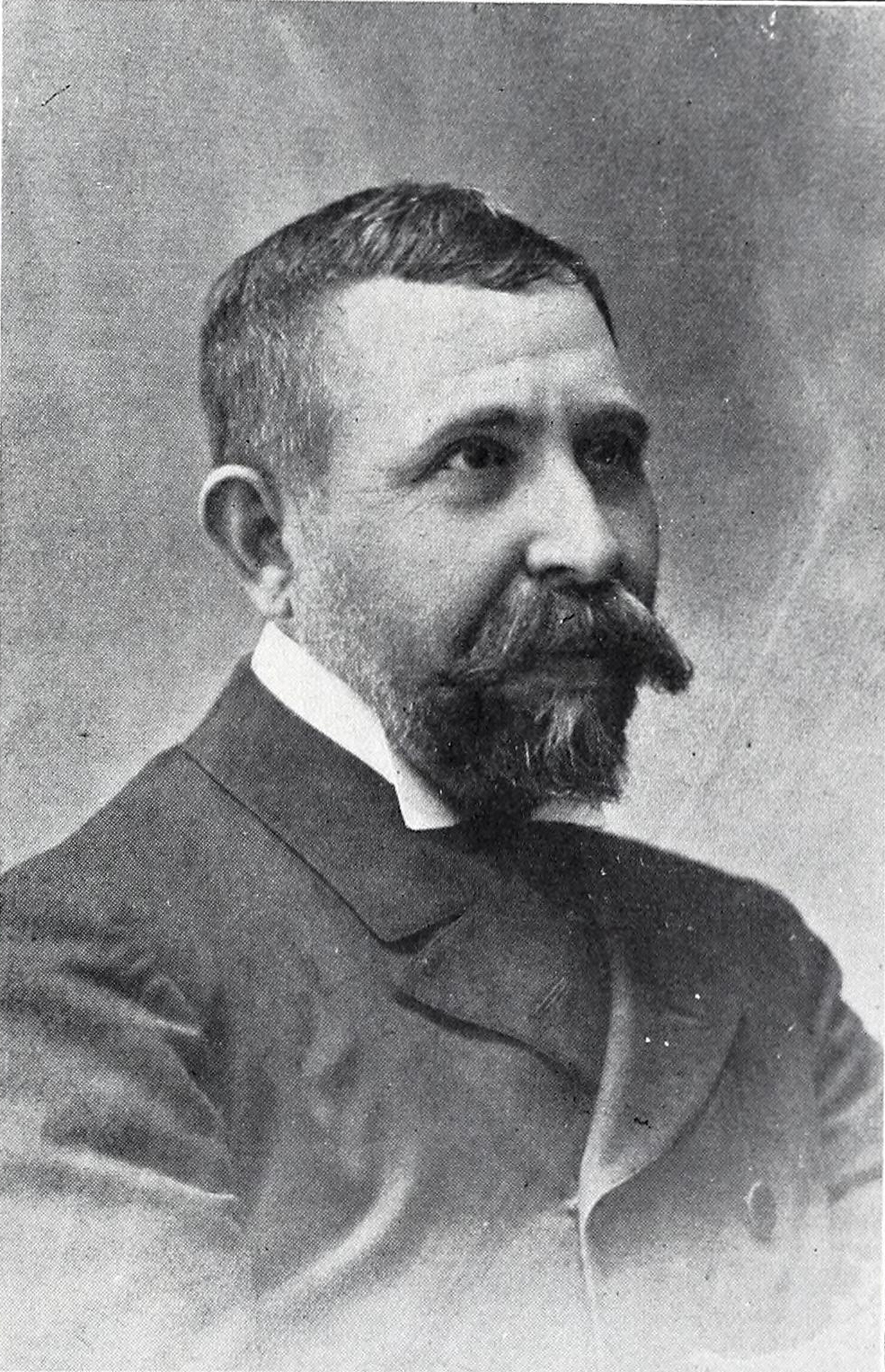
Fotografiado por Compañy (c. 1905)

Amalio Fernández García (La Gineta, 30 de agosto de 1858-Hollywood, 23 de enero de 1928) fue un pintor y escenógrafo teatral español.

## Biografía
Nació en la localidad albaceteña de La Gineta el 30 de agosto de 1858. A la edad de tres años marchó a vivir a Madrid, adonde había sido destinado su padre. Una temprana pasión por el dibujo y el boceto hizo que a los catorce años entrara en el taller del pintor valenciano Antonio Bravo y fue discípulo de los famosos decoradores italianos Basato y Bonardi. De adolescente viajó a París para estudiar; estuvo también en Londres y en Cuba y años después se instaló en Madrid, donde instaló su taller y alcanzó la cumbre de la escenografía teatral y operística, destacando en especial sus originales e imaginativos telones e iluminaciones para óperas como Sigfrido, Parsifal y La valkiria de Richard Wagner y Aida de Giuseppe Verdi, para zarzuelas como Margarita la Tornera de Carlos Fernández Shaw y para dramas como La reina mora y El alma del pueblo entre muchos otros, tanto en el Teatro Real como en el Apolo. Fue, además, un infatigable investigador de nuevos efectos e iluminaciones siempre muy aplaudidos: hubo un tiempo en que solo Luis Muriel y López y los artistas afincados en Barcelona (Mauricio Vilomara, Miguel Moragas Ricart y Ramón Martí Alsina) pudieron hacer sombra a su pincel. Morillejo transcribe la redondilla que le dedicó un poeta, admirado de su talento:
Pintando decoraciones
es un artista de veras.
¡Cuántas obritas ligeras
se salvan con sus telones!
Había estudiado la técnica de los más célebres maestros de las artes auxiliares en la escena: Max Brückner como pintor, Kranish como ingeniero tramoyista y Hugo Boer como electricista e iluminista, inventor de la mayoría de los trucos de alumbrado y proyección. Sin embargo, la escasa remuneración por su trabajo le obligó a marchar a los Estados Unidos, a Nueva York dirigiendo allí talleres escenográficos. A su regreso su tendencia realista se vio postergada por corrientes más innovadoras y su taller quedó destruido por un incendio, lo que le dejó muy afectado. Pero lo llamaron luego a Hollywood y allí le sorprendió la muerte en 1928.
Llegó a realizar unos dos mil trabajos; lo que se conserva de su labor puede contemplarse en el Museo Nacional del Teatro de Almagro.